# Arťomovsk (město v Rusku)
Arťomovsk (rusky Артёмовск) je město v Krasnojarském kraji v Ruské federaci. Při sčítání lidu v roce 2010 měl přes dva tisíce obyvatel.

## Poloha a doprava
Arťomovsk leží jihozápadně od Východního Sajanu v povodí Jeniseje 180 kilometrů vzdušnou čarou jižně od Krasnojarsku, správního střediska celého kraje.

## Dějiny
Kolem roku 1700 byla na tomto místě ves Olchovka (Ольховка). V roce 1835 je obec zmiňována jako Olchovskij (Ольховский) s tím, že zde je těžba zlata.
V roce 1939 dochází k povýšení na město a k přejmenování k poctě Fjodora Andrejeviče Sergejeva, sovětského revolucionáře a politika, který používal pseudonym Arťom.